# ゼロ予算事業
ゼロ予算事業（ゼロよさんじぎょう）とは、主に地方公共団体（都道府県／市町村）が限られた予算の中で最大限の成果を上げるため、その当初から予算計上を伴わない形（ゼロ予算）で事業を行うものを言う。
役場一体で統一的に事案を計画／実行するのではなく各部局が独立で執り行うため、実行に移される事業の数、種類は多岐にわたり、長野県を例に挙げれば平成18年244事業、平成19年150事業、平成20年138事業である。
上記のように事業の種類は多岐にわたり一概に論じることはできないが、成果の上がりやすい事業の種類としては休日窓口の開設、役場の事業等に関する出張講座など、役場サービスへのアクセスの機会を増やす内容の事業が成果が上がりやすい傾向が見られる。